# Propilhexedrina
La propilhexedrina, que se vende bajo la marca Benzedrex, entre otras. Es un medicamento que se usa para la congestión nasal. Se utiliza en la nariz. Los beneficios comienzan en 5 minutos y pueden durar hasta 2 horas. No se recomienda su uso durante más de tres días.
Los efectos secundarios frecuentes son ardor y secreción nasal, dolor de cabeza, hipertensión y psicosis. No está clara la seguridad durante el embarazo. Actúa de forma similar a las anfetaminas, ya que provoca la constricción de las arterias pequeñas.
La propilhexedrina entró en uso comercial en el año 1949. Está disponible sin receta, en los Estados Unidos, un dispositivo de entrega cuesta alrededor de 13 USD a partir de 2021. No es una sustancia controlada en los Estados Unidos. También se ha utilizado para perder peso y ha sido mal utilizado por personas que intentan drogarse.